# Panzeria chalybaea
Panzeria chalybaea là một loài ruồi trong họ Tachinidae.